# Прозор, Кароль
Кароль Прозор (1759 — 1 ноября 1841, Хойники) — государственный и военный деятель Великого княжества Литовского. Предпоследний обозный великий литовский (1787—1793), именовал себя «графом на Хойниках и Остроглядовичах» (Овруцкий повет).

## Биография
Представитель литовского шляхетского рода Прозоров герба «Прозор». Сын воеводы витебского Юзефа Прозора (1723—1789).
Получил прекрасное образование, активно участвовал в политической жизни республики. Занимал должности маршалка Литовского Трибунала (1787 г.) и обозного великого литовского (1787—1794 гг.). Одобрил новую польскую конституцию, принятую 3 мая 1791 года.
Во время подготовки к восстанию в 1794 году Кароль Прозор собрал на его поддержку около миллиона злотых, продав часть своих имений. Получил от Тадеуша Костюшко чин генерал-майора, начальника вооруженных сил на Украине, Полесье, Подолии и части Литвы, включенных в состав Российской империи после двух разделов Речи Посполитой. Но из-за неведения в военном деле не смог развернуть восстание и уехал в Варшаву.
18 июля 1794 года Кароль Прозор получил от Тадеуша Костюшко назначение на должность заместителя советника Наивысшего национального совета и полномочного представителя при всех дивизиях армии ВКЛ. Выехал в Вильно, но после подавления русскими восстания в Литве вынужден был эмигрировать. После получения амнистии от русского правительства Кароль Прозор вернулся в Хойники (1802 год). В 1812 году поддержал Наполеона и вошёл в состав Временного правительства Великого княжества Литовского, став председателем казенного комитета. С 1814 года вновь проживал в эмиграции.
С 1821 года входил в Патриотическое общество и был членом провинциального комитета Литвы. В 1826 году русские власти арестовали Кароля Прозора по делу декабристов и поместили его в Петропавловскую крепость, но в 1829 году он был освобожден.
Во время тюремного заключения скончалась жена Кароля Прозора Людвика (1828), которая в поисках мужа прибыла в Брест. Покойную перевезли на родину и похоронили в униатской церкви в деревне Великий Бор (в окрестностях Хойников).
Кавалер орденов Святого Станислава (1785), Белого Орла, Почётного Легиона (1812).